# Esther Ferrer
Esther Ferrer Ruiz (San Sebastián, 19 de diciembre de 1937) es una artista interdisciplinar española centrada  en el performance art y considerada una de las mejores artistas españolas de su generación. En 2008 recibió el Premio Nacional de Artes Plásticas de España y en 2014, el Premio Velázquez de Artes Plásticas que otorga el Ministerio de Cultura.

## Biografía
Esther Ferrer nació en San Sebastián en 1937. Es licenciada en Ciencias Sociales y Periodismo. Estudió Arte en París, ciudad en la que reside y trabaja desde 1973.

### Trayectoria artística

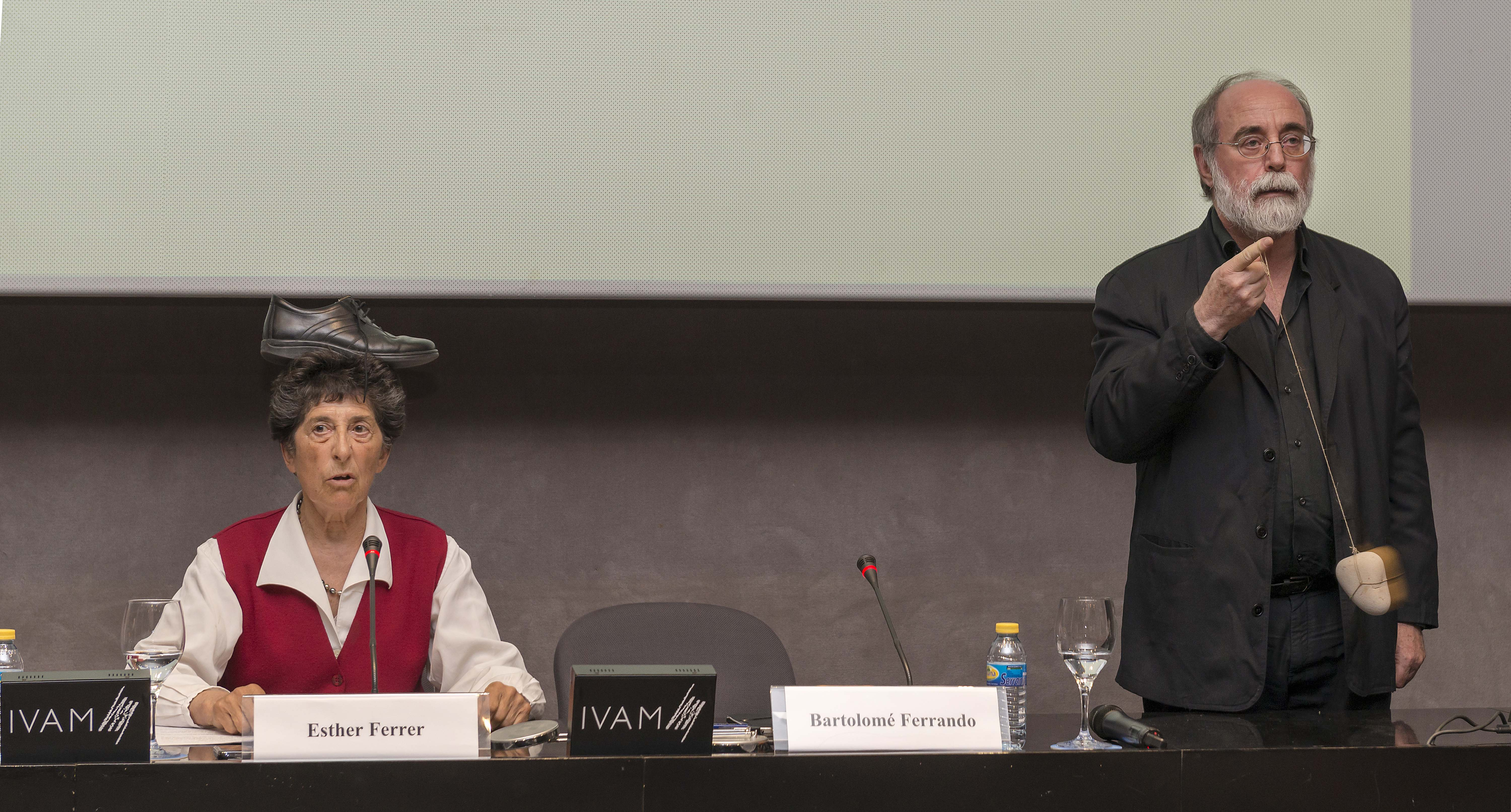
Esther Ferrer durante una performance junto a Bartolomé Ferrando.

A principios de la década de los 60, Ferrer creó junto con el pintor José Antonio Sistiaga el primer Taller de Libre Expresión, germen de muchas otras actividades paralelas, entre ellas una Escuela experimental en Elorrio. En 1967, se unió al grupo de performance ZAJ, creado en el 1966 por Juan Hidalgo, Ramón Barce y el italiano Walter Marchetti.
Su producción incluye objetos, fotografías y sistemas basados en series de números primos. También es conocida por su trabajo como artista de performance y sus creaciones radiofónicas. En 1973 se mudó a París, donde ha vivido desde entonces. En 2012 el museo Artium de Vitoria presentó la exposición En cuatro movimientos sobre su obra comisariada por Rosa Olivares.
Sylvie Ferré ha dicho de ella que: "El trabajo de Esther Ferrer se caracteriza por un minimalismo muy particular que integra rigor, humor, diversión y absurdo".
En 2017 el Museo Nacional Centro de Arte Reina Sofía organizó la exposición Esther Ferrer. Todas las variaciones son válidas, incluida esta, un recorrido sobre su actividad artística, pionera y una de las principales exponentes  del arte de performance que concluyó con Concierto ZAJ para 60 voces.

«Yo creo que no hay principio ni fin, que esto existe y es así y existirá siempre. Y que nos moriremos, lo que me pone… [lo que me desespera] es que me voy a morir sin haber comprendido nada. Una manera de tranquilizar esta angustia de que te vas a morir sin haber entendido –ya no hablo de por qué estoy aquí o por qué no estoy aquí– sin haber entendido cómo funciona esto, hacia dónde va esto. Una manera quizá de tranquilizarme o de soportar todo esto es trabajando el tema del infinito»
Esther Ferrer Ruiz, entrevista realizada por la Radio del Museo Reina Sofía.

En 2018 con motivo del 40 aniversario de la Constitución española su obra instalación Memoria, 1991 fue seleccionada entre las obras procedentes del Museo Centro de Arte Reina Sofía para la exposición El poder del arte, ubicándose por primera vez en las sedes del Congreso de Diputados y del Senado.
En 2019  formó parte de la exposición Poéticas de la emoción organizada por CaixaForum junto a los artistas contemporáneos Bill Viola, Manuel Millares Shirin Neshat, Colita y Pipilotti Rist, la obra en vídeo Extrañeza, desprecio, dolor y un largo etc. 2013 .

## Obra
Su obra puede inscribirse en la corriente de arte minimalista y conceptual. Toma como referentes a creadores como Stéphane Mallarmé, Georges Perec o John Cage, así como los feminismos de los años 60-70 del siglo XX.
Tiene obra, entre otros, en los museos Reina Sofía y Helga de Alvear de Cáceres.Ha participado en la feria de arte ARCO Madrid.

## Premios y reconocimientos
- 1999: Seleccionada para representar a España en la Bienal de Venecia.[17]
- 2008: Premio Nacional de Artes Plásticas de España.[2]
- 2009: Elegida miembro de número de Jakiunde Academia de las Ciencias, de las Artes y de las Letras del País Vasco.
- 2012: Premio Gure Artea en reconocimiento a su trayectoria.[18][19]
- 2014: Premio MAV (Mujeres en las Artes Visuales).[20]
- 2014: Premio Marie Claire de l’Art Contemporain.[21]
- 2014: Premio Velázquez de Artes Plásticas.[22][23]
- 2017: Premio Colección Los Bragales Estampa, organizado Feria Estampa.[24]
- 2024: Premio Tomás Francisco Prieto, otorgado por la Fábrica Nacional de Moneda y Timbre-Real Casa de la Moneda para reconocer la trayectoria profesional.[25]